# 래디언트 히스토리아
《래디언트 히스토리아》(Radiant Historia, 일본어: ラジアントヒストリア)는 아틀러스와 헤드락(Headlock)이 공동개발한 롤플레잉 비디오 게임이다. 2010년 일본, 2011년 미국에서 닌텐도 DS용으로 발매되었으며 2017년 리메이크 게임인 《래디언트 히스토리아: 퍼펙트 크로놀로지》(Radiant Historia: Perfect Chronology)가 닌텐도 3DS용으로 발매되었다.
게임의 스토리는 전쟁 중인 두 국가인 알리스텔(Alistel)과 그라노그(Granorg)로 분열된 뱅퀴르(Vainqueur) 대륙을 무대로, 알리스텔의 군인인 스토크(Stocke)가 여러 시간선을 넘나들며 뱅퀴르의 사막화를 막는 것을 내용으로 하고 있다. 게임은 격자 기반 전장에서 스토크와 그 동료들을 조작하는 턴제 전략으로 진행된다. 여러 시간선을 여행하는 것은 게임플레이와 게임의 서사 모두에서 중요하게 작용하며, 해제한 시간선의 갯수는 게임의 엔딩에 영향을 준다.
《래디언트 히스토리아》는 아틀러스의 여신전생 시리즈 개발진과 옛 트라이에이스의 《라디아타 스토리즈》(Radiata Stories) 개발진이 참여하였다. 리메이크 버전은 미술 작업, 성우 대사 녹음, 신규 스토리와 A-1 Pictures의 애니메이션 오프닝이 추가되었다. 두 버전 모두 시모무라 요코가 음악을 담당하였으며 시모츠키 하루카가 주제가를 불렀다.